# ربکا هالووی
ربکا هالووی (انگلیسی: Rebecca Holloway؛ زادهٔ ۲۵ اوت ۱۹۹۵) بازیکن فوتبال اهل ایرلند شمالی است که در پست مدافع برای بیرمنگام سیتی بازی می‌کند.
وی همچنین در تیم‌های ملی فوتبال زیر ۱۹ سال زنان ایرلند شمالی و زنان ایرلند شمالی بازی کرده است.